# Вітольд Ґєрас
Вітольд Ґєрас (пол. Witold Gieras; 23 червня 1897, Краків — 2 квітня 1985, Краків) — польський футболіст. Півзахисник, грав за «Віслу» (Краків) і «Чарних» (Львів). Чемпіон Польщі 1928 року. Зіграв 3 матчі за збірну Польщі (1923—1925).
Розпочинав грати в «диких» краківських командах, згодом грав у футбол в австрійському війську під час Першої світової війни.
До першого у своїй кар'єрі професійного футбольного клубу, краківської «Вісли», потрапив 1920 року аж у 23-літньому віці. Можливо, через надто пізній початок виступів на найвищому рівні футболіст зумів не до кінця розкрити свій талант.
У 1923—1924 роках виступав за команду «Чарні» (Львів), зі складу львів'ян пробився також до збірної Польщі. Тогочасна преса, однак, негативно оцінювала його ігри в барвах за національну команду. Упродовж 1923—1925 років провів три поєдинки за збірну Польщі.
1925 року повернувся до «Вісли», з якою виграв Кубок Польщі 1926 і чемпіонат країни 1928 року. Був популярний серед уболівальників. Після 1928-го працював футбольним суддею, інструктором і функціонером.
Учасник польської кампанії 1939 року, інтернований в Угорщині. Повернувся звідти 1940 року.
Нагороджений Лицарським Хрестом Ордена Відродження Польщі.